# Gente Crazy
Gente Crazy é o segundo extended play (EP) do cantor e drag queen brasileiro Grag Queen, lançado em 12 de janeiro de 2023, através do selo SB Music da gravadora Sony Music. O EP entregou músicas inéditas e uma faixa em inglês, com produção incluindo Pablo Bispo e Ruxell. É principalmente um EP de pop, house e funk paulista.
Um single foi lançado para promover o EP: "Milkshake".

## Antecedentes e lançamento
Grag Queen divulgou em 9 de janeiro de 2023, que lançaria seu segundo extended play, intitulado Gente Crazy. A novidade foi anunciada nas redes sociais do artista. Além da data oficial de lançamento, a publicação veio acompanhada também da capa do novo trabalho de Grag. “Vocês estão prontos”, escreveu na legenda do post.
| “ | É com enorme emoção e carinho que lanço meu EP Gente Crazy, com mistura de ritmos e linguagens para reafirmar o quão criativos e versáteis podemos ser dentro da nossa arte. Quero cada vez mais exportar a nossa língua e o meu orgulho de ser brasileiro. Temos várias faixas super animadas para ficarmos crazy juntas nesse ano que está começando. Eu me sento o Neymar de peruca! Estava todo mundo torcendo por mim. | ” |
|   | — Grag Queen, em entrevista ao Apple Music. |   |

## Divulgação

### Singles
- "Milkshake" foi lançada como primeiro single do EP em 12 de janeiro de 2023.[5]

### Apresentações ao vivo
A primeira vez que Grag interpretou "OMG" foi em 3 de julho de 2023 no Faustão na Band, da Band.

## Prêmios e indicações
| Ano  | Prêmio          | Categoria     | Resultado | Ref.  |
| ---- | --------------- | ------------- | --------- | ----- |
| 2023 | Prêmio Biscoito | Álbum do Vale | Indicado  | [ 7 ] |

## Lista de faixas
| N.º            | Título                    | Compositor(es)                                                 | Produtor(es)       | Duração |  |
| 1.             | "Gente Crazy"             | Grag Queen Pablo Bispo Ruxell                                  | Queen Bispo Ruxell | 1:16    |  |
| 2.             | "OMG"                     | Queen Bispo Ruxell                                             | Bispo Ruxell       | 2:23    |  |
| 3.             | "Bling"                   | Donna Nyna Gondim Queen Lukinhas Bispo Ruxell Thiago Pantaleão | Bispo Ruxell       | 2:30    |  |
| 4.             | "Milkshake"               | Queen Jackie Bispo Ruxell                                      | Bispo Ruxell       | 2:31    |  |
| 5.             | "Marca Gringa"            | Atman Queen                                                    | Bispo Ruxell       | 3:07    |  |
| 6.             | "Bling (English Version)" | Queen Jesse Saint John                                         | Bispo Ruxell       | 2:30    |  |
| Duração total: | Duração total:            | Duração total:                                                 | Duração total:     | 14:20   |  |

## Histórico de lançamento
| Região | Data                  | Formato(s)       | Gravadora(s)                    | Ref.  |
| ------ | --------------------- | ---------------- | ------------------------------- | ----- |
| Várias | 12 de janeiro de 2023 | Download digital | SB Music The Orchard Sony Music | [ 8 ] |